# Чандрадева
Чандрадева (гінді चंद्रदेव; д/н — бл. 1103) — 1-й магараджахіраджа Антарведі у 1089/1090—1103 роках.

## Життєпис
Походив з династії Гаґавадалів. Його дід Яшовіграха і батько Магічандра ймовірно носили титул магараджи, перебували в залежнсті від Парамара. Посів трон десь наприкінці 1060-х або на початку 1070-х років, коли вже померли могутні володарі Бходжа Парамара і Лакшмікарна Калачура, а їх нащадки виявилися слабкими правителями.
Зумів поступово розширити володіння уздовж течії річки Ганг. Уславився успішним протистоянням набігам намісників газневідського султана Ібрагіма I. Разом з тим власне походам цього султана у 1077—1079 роках не міг нічого протидіяти. Втім володіння Чандрадеви суттєвонепостраждали. Навпаки 1079 року значного удару зазнав його конкурент Яшагкарна Калачура, магараджахіраджа Чеді-Дагали. коли мусульмани захопили важливе місто Каннаудж. Скористався послаблення останнього задля захопдення володінь за рахунок Калачура. Наприкінці 1080-х завдав поразки Яшагкарні, захопивши місто Каннаудж. 1089/1090 року оголосив тут себе магараджахіраджею (царем царів), зробивши Каннаудж своєю столицею.
У 1090-х роках контроював Уттара Кошала (територія навколо Айодх'ї) та Індрастханіяка. Ідентифікація останньої невідома, але деякі вчені вважають, що це Делі. З огляду на це припускають, що Томар визнав зверхність Чандрадеви. Але цьому немає ґрунтовного підтвердження. Село Рахін (сучасний район Етава штату Уттар-Прадеш) є найвіддаленішою точкою на північному заході, де було виявлено напис Гаґавадалів. Річка Джамна утворювала південний кордон царства Чандрадеви; північний кордон, ймовірно, не проходив далеко за річку Ганг.
Наприкінці панування намагався атакувати володіння Рамапали, магараджахіраджи імперії Пала, втім зазнав невдачі. Напевне невдовзі після цього помер близько 1103 року. Йому спадкував син Маданапала.